# Departamento de Keurmacen
Keurmacen es un departamento de la región de Trarza, en Mauritania. En marzo de 2013 presentaba una población censada de 26 760 habitantes. Está formado por las siguientes comunas, que se muestran asimismo con población de marzo de 2013:
- Keurmacen 4,898
- M'Balel 15,647
- Ndiago 6,215[1]